# Lucien Gumpel
Lucien Gumpel, né le 3 janvier 1880 dans le 10e arrondissement de Paris et mort pour la France à Aubérive dans le départements de la Marne le 25 septembre 1915, est un professeur agrégé de lettres, poète et auteur dramatique français du XXe siècle. Son nom est inscrit au Panthéon dans la liste des 560 écrivains morts pour la France.

## Biographie
Lucien Gumpel, né le 3 janvier 1880 au No 28 rue du Faubourg-Poissonnière à Paris, est le fils d'Émile Gumpel (1850-1925) employé de banque et de Mathilde Jacob (1850-1942).
Il fait ses études au lycée Louis-le-Grand, puis obtient une licence ès lettres. Entre 1899 et 1904, il est élève de l'École pratique des hautes études, section des sciences historiques et philologiques. Il se destine à l'École française d'Athènes quand il prépare l'agrégation de lettres et commence à partager sa carrière entre l'écriture et les études de lettres en vue d'enseigner.
Il fait son service militaire, comme soldat de 2e classe, de septembre 1901 à septembre 1902. D'abord incorporé au 5e régiment d'infanterie coloniale, il passe après quelques semaines au 25e régiment d'infanterie.
En 1907, il écrit une comédie avec Georges Delaquys, Monsieur de Prévan ou le législateur de Cythère. La pièce ayant été jouée avec succès au théâtre de l'Odéon, ils poursuivent leur collaboration et écrivent ensemble d'autres comédies. Fort de ses succès au théâtre, il écrit également des poèmes et des contes pour des revues littéraires comme La Nef, Le Courrier Français, Le Petit Parisien, L'Œuvre, L'Auto, Le Figaro et Les Annales politiques et littéraires.
Il obtient l'agrégation en 1912, et exerce comme professeur aux lycées de Pontivy (1909), Vesoul (1910), Vendôme (1911) puis au lycée Marceau de Chartres en 1912. Il prépare un recueil de poésie, Le Circuit du Parnasse, dont il corrige les épreuves en juillet 1914, lorsqu'éclate la Première Guerre mondiale.
Mobilisé en août 1914 au 102e régiment d'infanterie, il est blessé à Forges en septembre 1914. Il revient au front pour la grande offensive de Champagne, où il est porté disparu à Aubérive-sur-Suippes le 25 septembre 1915,,.
La citation qui accompagne sa distinction dans l'ordre de la Médaille militaire en précise les circonstances : « excellent sous-officier, énergique, actif, dévoué et brave. Mort au champ d'honneur, le 25 septembre 1915 devant Aubérive-sur-Suippes, en entraînant les hommes de sa section à l'assaut des retranchements ennemis. Croix de guerre avec étoile d'argent ».

## Distinctions
- Médaille militaire, à titre posthume, arrêté du 7 février 1922[14]
- Croix de guerre 1914-1918, étoile d'argent
- Officier de l'Instruction publique, décret du 7 mars 1914[15]

## Hommages

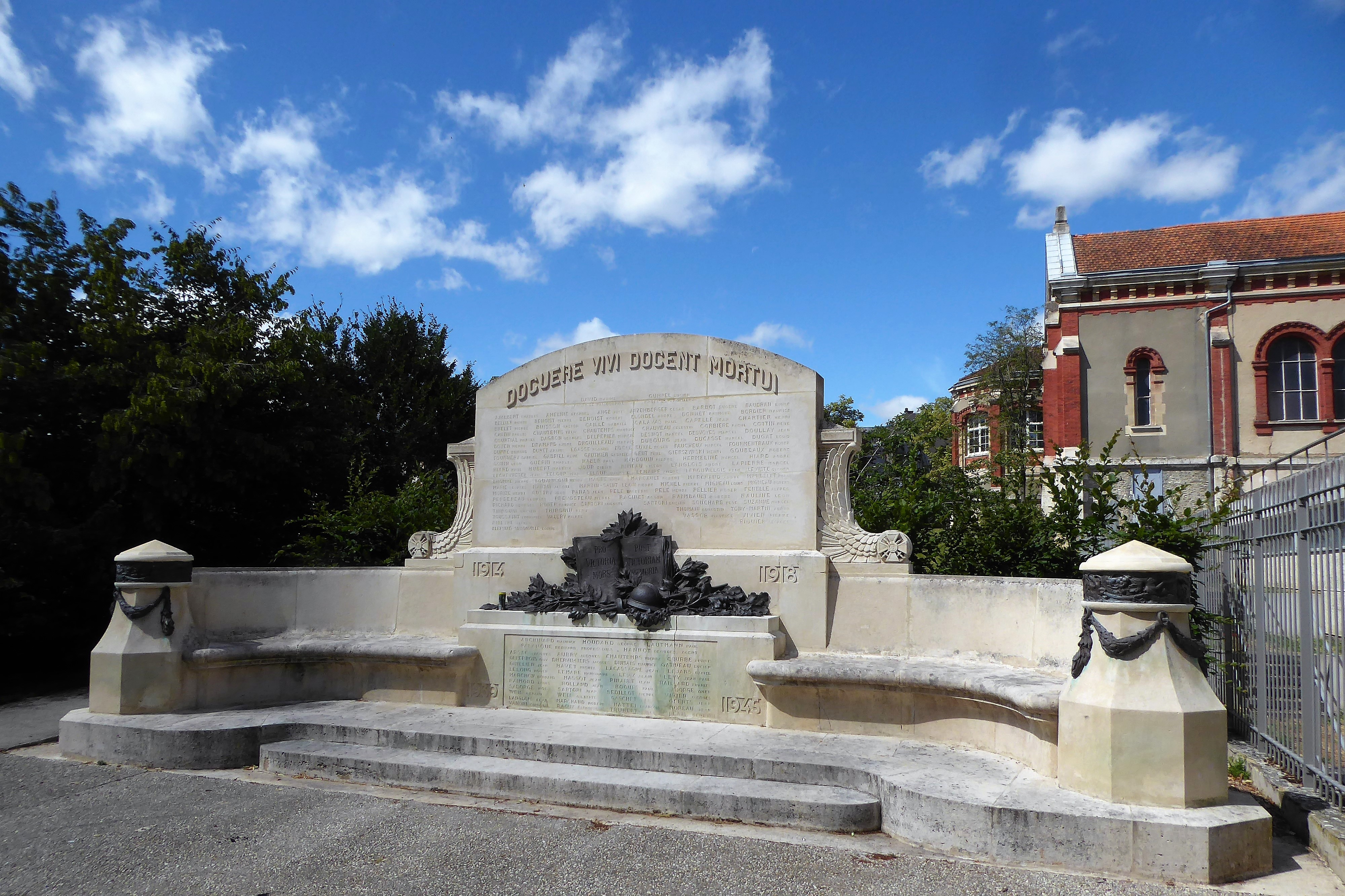
Monument aux morts du lycée Marceau de Chartres.

- Le nom de Lucien Gumpel est inscrit au Panthéon dans la liste des 560 écrivains morts pour la France[16].
- Son nom figure sur les plaques commémoratives 1914-1918 du lycée Louis-le-Grand et de la Sorbonne à Paris, sur le Monument aux Parisiens morts pendant la Première Guerre et le monument aux morts du lycée Marceau à Chartres.
- Des poèmes de Lucien Gumpel sont dits lors des matinées poétiques de la Comédie française : par Gabrielle Robinne en 1917[17], en novembre 1926, par Tania Fédor[18], en novembre 1927 par Jean Marchat[19].

## Œuvres principales
- Monsieur de Prevan ou Le Législateur de Cythère, comédie en 3 actes en vers, en collaboration avec Georges Delaquys, joué au théâtre de l'Odéon en 1907[20]
- Une Vieille contait…, un acte en vers, en collaboration avec Georges Delaquys, 1908
- La Grande Mademoiselle, comédie en 4 actes, en collaboration avec Georges Delaquys, 1909
- Le Chapeau de M. Thibault, comédie en un acte, en collaboration avec Guillaume Wolff, représenté à la Comédie royale en 1909[21]
- La Samienne de Ménandre, traduction dans La Nouvelle Revue, 1910
- La Nuit de Racine, un acte en vers, en collaboration avec Georges Delaquys, joué au théâtre de l'Odéon en 1920 avec Maxime Léry dans le rôle principal[22]
- Le Circuit du Parnasse, poésies, préface de Tristan Bernard, 1919